# Mexikói vöröstérdű tarantula
A mexikói vöröstérdű tarantula vagy mexikói vöröstérdű madárpók (Brachypelma hamorii) a pókok rendjébe, a madárpókfélék családjába tartozó pókfaj. Különös színezete miatt az egész világon az egyik legkedveltebb, hobbiállatként tartott madárpók.

## Előfordulása
Őshazája a Nyugati-Sierra Madre és a Déli-Sierra Madre hegyei között Mexikóban van, lombhullató trópusi erdőkben, de Mexikó félsivatagos területein is előfordul a faj.

## Megjelenése
A kifejlett Brachypelma hamorii testének alapszíne sötét, általában fekete. Utótestén piros, narancssárga hosszabb szőrök találhatók, a fekete kisebb szőrök között. Lábainak ízületein narancssárga, piros, és fehér színek láthatóak. A vedlést követően színei sokkal élénkebbek.
A felnőtt nőstény teste nagyjából 4 cm hosszú, súlya körülbelül 15 gramm. Mindkét nem egyedei hasonló megjelenésűek, de a hímeknek kisebb testük, viszont hosszabb lábaik vannak, így a méretük nagyjából megegyezik, de a nőstények tömege lényegesen nagyobb. Lábfesztávolsága 14–18 cm.

## Életmódja
Talajlakó életmódot folytat. Búvóhelyeit a talajba készíti, amik megvédik az esetleges ragadozóktól, mint például a fehérorrú koati. Az odúk bejárata általában növények szárához közel található. A bejáratok alig nagyobbak, mint a pók teste, viszont az üregek, melyekből 1–2 található a járatok végén, elegendőek ahhoz, hogy az állat kényelmesen ki tudja elégíteni szükségleteit, mint például a vedlés, vagy peterakás. Ilyen „intim” helyzetekben a pók selyemmel lezárja az odú bejáratát, melyhez néha leveleket és talajt is felhasznál.
A nőstények életük nagy részét az üregekben töltik, a hímek vándorolnak, nőstények után kutatva.

## Viselkedése
Viszonylag nyugodt viselkedése is közrejátszik abban, hogy az egyik legkedveltebb madárpókfaj. Előszeretettel használják hollywoodi filmekhez is, de mint minden vadállatot, elővigyázatosan kell kezelni ezt is. Ez a faj okozza a legtöbb regisztrált pókmarást is, ami valószínűleg az elővigyázatlanságnak tudható be.
Veszélyhelyzetben irritáló szőreivel védekezik támadója ellen, ritkább esetben mar.

## Fejlődése
A hamorii igen lassan éri el az ivarérett kort, azonban ezzel együtt a leghosszabb életű madárpóknak tartják. A hímek akár 10-15 év közötti kort is megélhetnek, és a nőstények állítólag akár 20-40 évig is elélhetnek, ez azonban bizonytalan, mert még nem vizsgálták elég hosszú ideig.

## Képek a Brachypelma hamoriiról

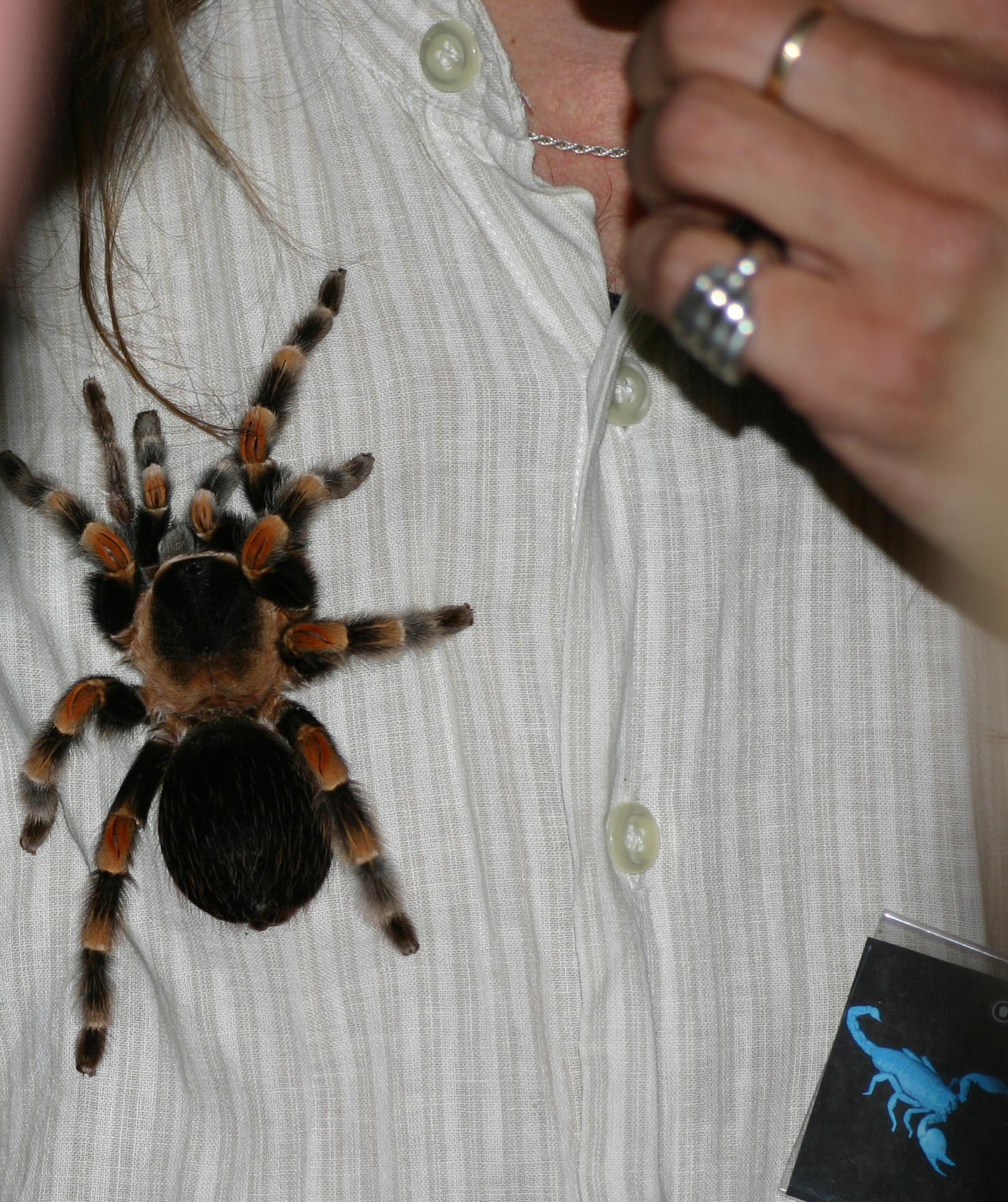
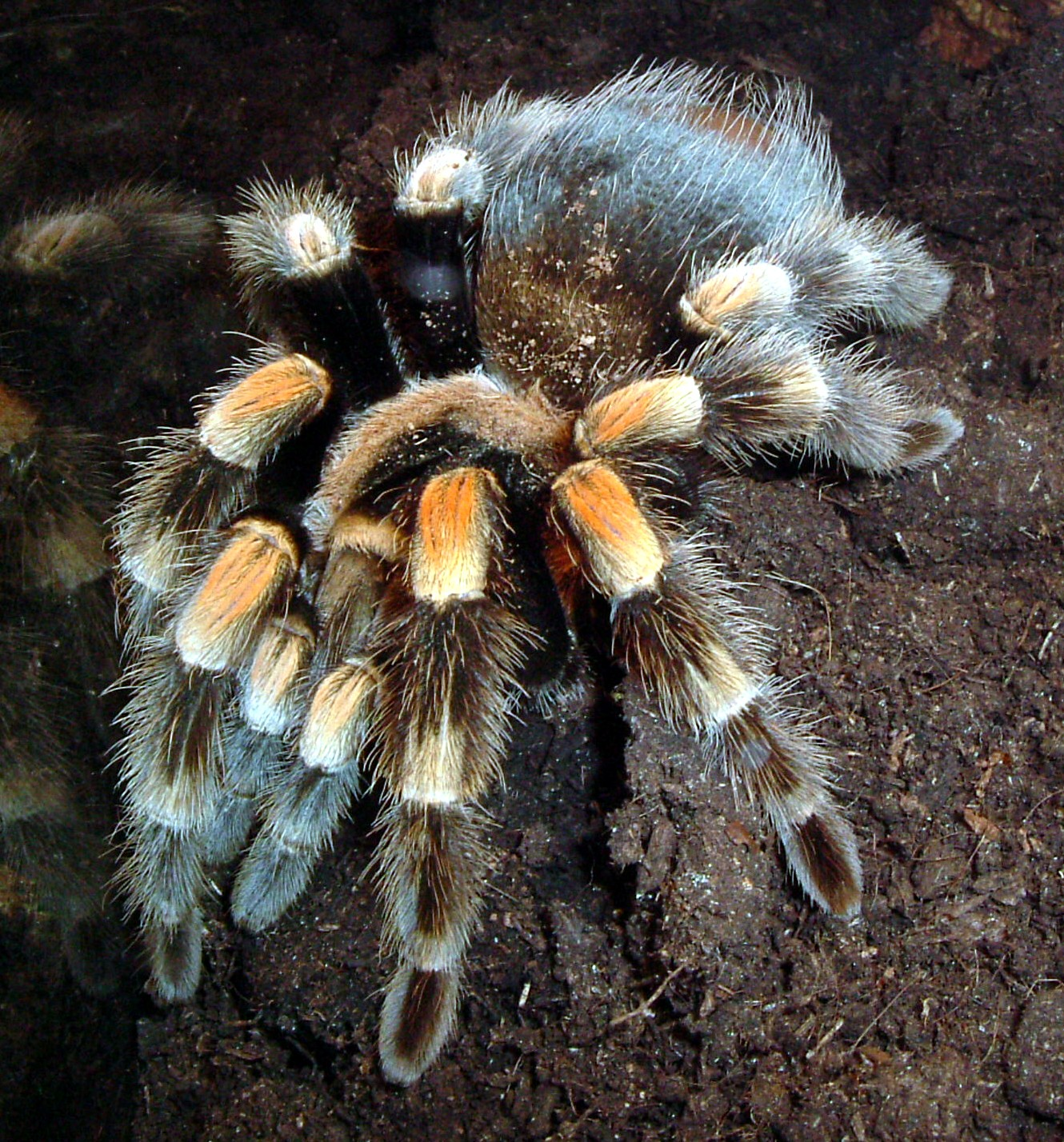
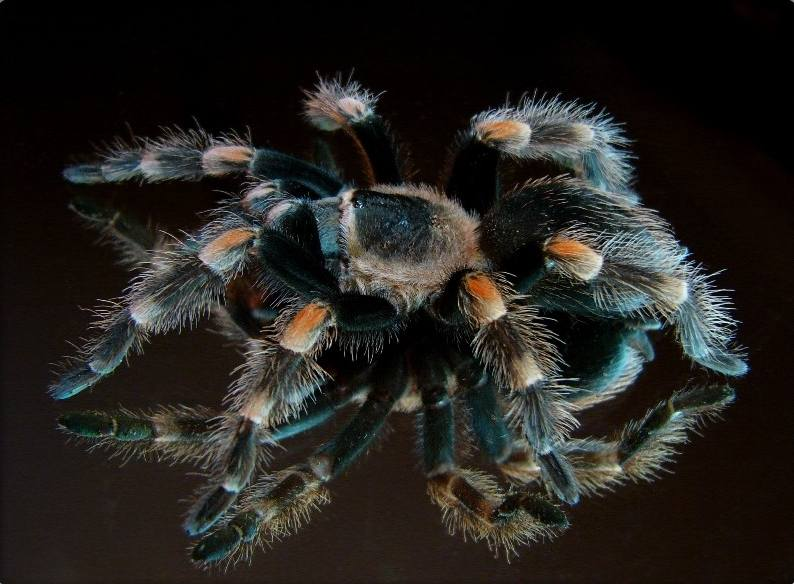
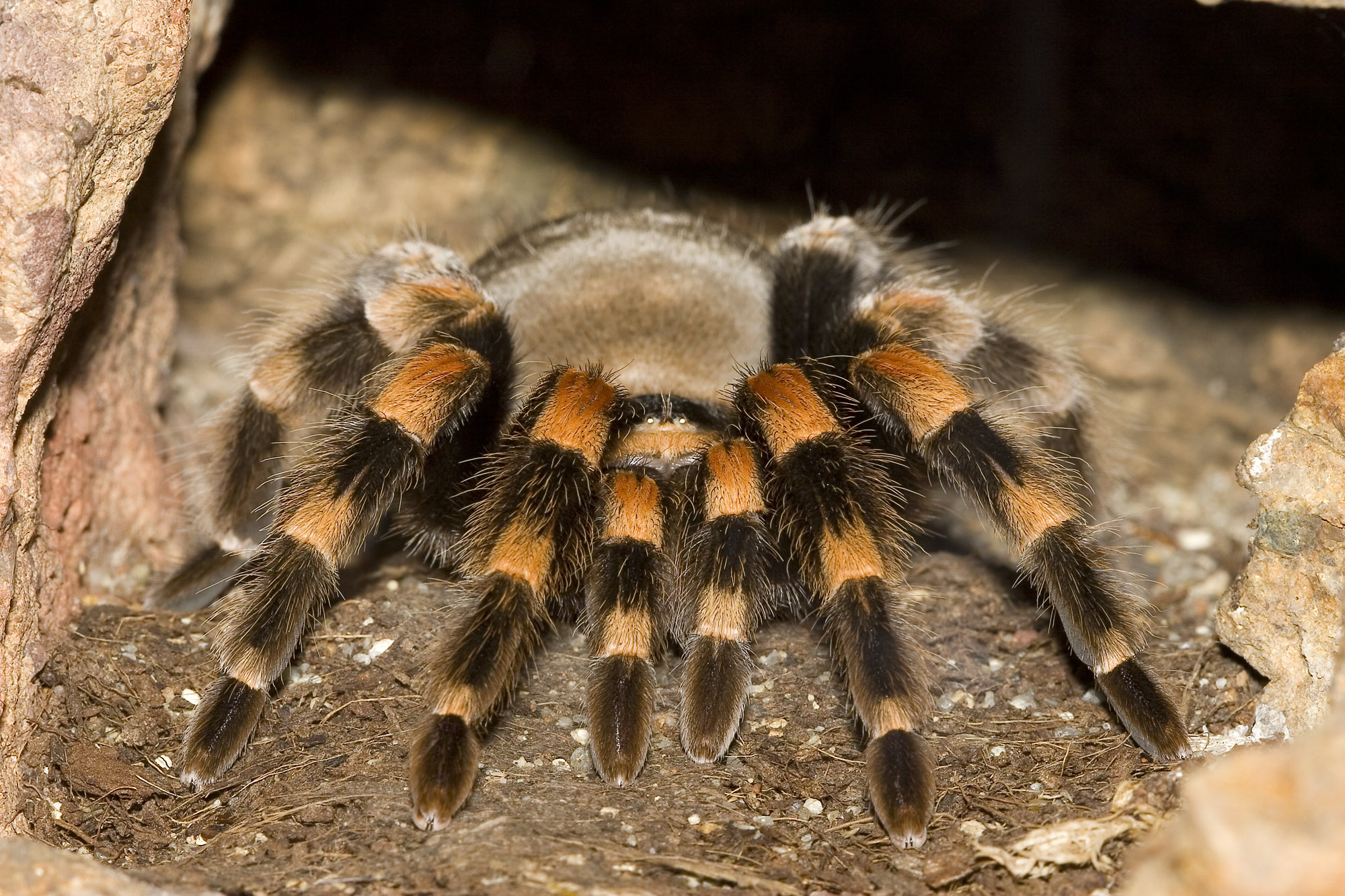
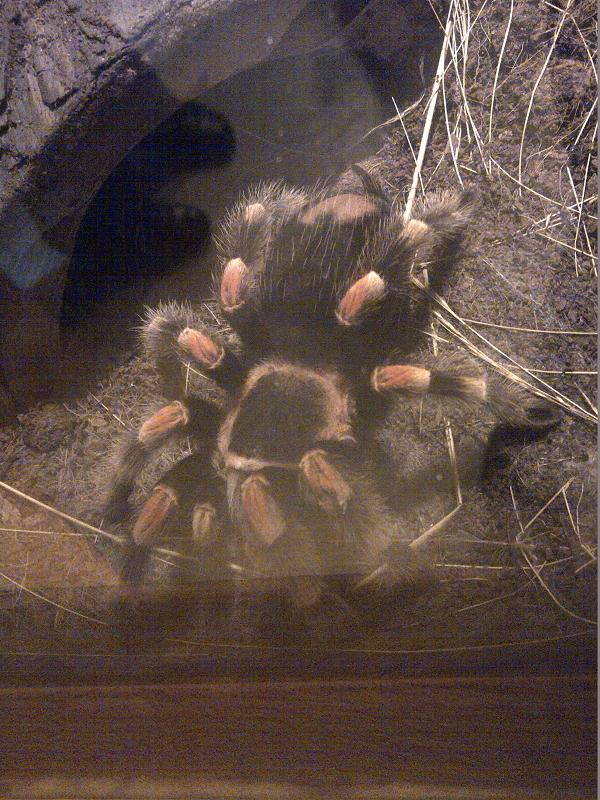

## Tartása
Talajlakó pók lévén vastag talajtakarót (legalább 5 cm) igényel, sokat tevékenykedik a talajban. Ideális terrárium méret a számára 20 cm × 30 cm × 25 cm. Kis edényben friss víz biztosítása nélkülözhetetlen.
Szívesen igénybe veszi a gazdája által behelyezett bujkálókat. 26-29 °C hőmérséklet között jól tartható, 60-70% páratartalommal társulva.

### Fordítás
- Ez a szócikk részben vagy egészben  a   Mexican redknee tarantula című angol Wikipédia-szócikk fordításán alapul.  Az eredeti cikk szerkesztőit annak laptörténete sorolja fel. Ez a jelzés csupán a megfogalmazás eredetét és a szerzői jogokat jelzi, nem szolgál a cikkben szereplő információk forrásmegjelöléseként.